# Mikihiro Moriyama
Mikihiro Moriyama (ur. 16 września 1960 w Kioto) – japoński filolog indonezysta. Jest specjalistą od języków indonezyjskiego i sundajskiego oraz holenderskiego okresu kolonialnego w Indonezji.
W 1985 roku uzyskał bakalaureat na Osaka University of Foreign Studies. Magisterium otrzymał w 1987 roku. W 2003 roku otrzymał stopień D. Litt. na Uniwersytecie w Lejdzie. Objął stanowisko profesora na Uniwersytecie Nanzan.
Jego dorobek obejmuje publikacje poruszające genezę piśmiennictwa sundajskiego, kulturę druku i nowoczesność, indonezyjską politykę językową oraz formację wiedzy w kolonialnej Jawie Zachodniej. Jest także tłumaczem literatury indonezyjskiej. Na język japoński przełożył twórczość takich autorów jak Putu Wijaya i Seno Gumira Ajidarma. Od 1988 roku naucza w Japonii języka indonezyjskiego. Jest autorem materiałów wspomagających naukę tego języka.
Włada kilkoma językami: japońskim, indonezyjskim, angielskim, sundajskim i holenderskim.